# 腫瘍学
腫瘍学（しゅようがく、英語: oncology）は癌（がん）や肉腫などの「腫瘍」に関する医学の研究分野である。

## 概説
腫瘍学は英語ではオンコロジーという。oncologyの語はギリシャ語の"onkos"（塊、物体、腫瘍という意味）の語に"study of"を意味する接尾語の"-ology"を付けたものであり、主に悪性腫瘍の診断と化学療法を専門とし「腫瘍内科」「臨床腫瘍科」という語に相当する（外科的治療と放射線治療は別の専門科となる）。
欧米では腫瘍学を専門にしている医師を"oncologist"と呼ぶ。外科手術を行う腫瘍医を"surgical oncologist"、放射線治療を行うものを"radiation oncologist"、抗癌剤による化学療法を専門とするものを"medical oncologist"、心理社会学的療法を用い患者をサポートするものは"psychosocial oncologist"と呼ぶ。一方、日本においては腫瘍内科（あるいは臨床腫瘍科）が存在する病院は数少なく、各診療科がそれぞれ行っているのが現状である。
この「腫瘍学」のページで扱う事柄を次に示す：
- 癌の診断
- 非外科的治療法（例えば化学療法、放射線療法あるいはその他の療法 - 日本では"集学的治療"(multidisciplinary therapy)という語が好んで使用される）
- 治療が成功した癌患者のフォローアップ（術後定期健診）
- 終末期患者における疼痛緩和治療
- 癌治療を取り巻く倫理上の問題
- 癌検診
  - 集団検診
  - 患者親族への疫学調査（特に乳癌）

米国のoncologistは時として、理学療法、精神カウンセリング、臨床遺伝学など、患者の集学的治療のコーディネートを行う役割を果たす。一方、oncologistは癌の生理学的性質を知るために、病理学者と連携して治療を行う。外科手術、放射線治療を行わない臨床腫瘍医は抗癌剤治療が治療選択の主体となる。
腫瘍学の心理的側面からのアプローチを担うサイコオンコロジー（精神腫瘍学）も提唱されるようになっている。
日本ではoncologistがこのようなコーディネートを行うという形式ではなく、数人の外科医、放射線治療医などを中心としたチーム医療が行われるのが通常であり、専門医の少ない小規模施設では外科医が中心となることが多い。これは日本においてmedical oncologist（腫瘍内科医）、radiation oncologist（放射線腫瘍（治療）医）の専門医が極端に少ないからである。日本放射線腫瘍学会認定医は約500人しかいない。また薬物療法を専門とする日本臨牀腫瘍学会専門医も認定制度が開始されたばかりにすぎない。精神カウンセリングを担当する者に至っては、臨床現場にほとんど存在していない実情があった。そのため精神腫瘍学の講座が各大学で立ち上げられ、一部の医療機関で精神腫瘍科も開設されている。

## 腫瘍の診断
今までの診療の歴史からみて、もっとも重要な診断手段は症状や不定愁訴（疲労、体重減少、原因不明の貧血その他の癌に付随した症状）である。しばしば健康診断によって局在性の悪性腫瘍が発見される。
診断方法を次に示す。
- X線撮像
- CTスキャン(CT Scanning)
- MRIスキャン(MRI Scanning)
- 放射性トレーサー(nuclear medicine)を使用したシンチグラフィー
- PET(Positron emission tomography)
- 病理組織検査(Biopsy) - 細針吸引細胞診(fine-needle aspiration), 検査手術(exploratory surgery)
- 血液検査(Blood tests) 診断としては稀であるが、腫瘍が局在化性か転移性かを識別する助けになる。
- 腫瘍マーカー(Tumor markers) 特殊な血液検査によって、ある種の腫瘍の存在を示唆することができる。

診断だけにとどまらず、これらの診断結果（とくにCT像）は手術可能性、例えは腫瘍を全摘出可能か否かの決定にしばしば使用される。
一般的に（Biopsyによる）組織検査は厳密な癌の型判定の基本であると理解されている。組織検査が不可能な場合は、（検査判定なしなので）対症療法が取りうる手段となる。
時として、原発癌が見つからず、このような場合は"原発巣不明"と呼ばれる。特殊な画像診断(18F-FDG PET)は対症療法での特定の際に役に立つ。
OJPC福祉犬育成協会白浜育成センターの佐藤悠二と明海大学の外崎肇一によれば、癌患者の呼気特有の臭気を嗅ぎ分け得る「癌探知犬」の訓練に成功したが、実用化はまだされていないという。

## 腫瘍の分類
診断の結果は分類され、治療方針に反映される。大別すると組織学的分類と病期（ステージ）分類とがある。前者については、癌は転移するので発見された組織の正常細胞とはその特性が異なる場合があるので癌細胞の組織学的分類は治療方針立案のよりどころの一つとなる。言い換えるならば、組織学的分類は原発癌に関する分類ともいえる。
後者に関しては現在の病態を把握することが目的であり、その把握によって採りうる治療方法の選択や患者の予後についての判断基準となる。

### 組織学的分類
大まかに言って
- 固形腫瘍
  - 悪性腫瘍
    - 癌腫
    - 肉腫

  - 脳腫瘍
- 造血器腫瘍
  - 白血病
  - リンパ腫
  - 多発性骨髄腫

である。
なお、脳腫瘍については浸潤を示さない狭義の非悪性腫瘍であっても、増殖による脳組織の圧迫で致死的になる場合があるので、悪性腫瘍とは分類を分けた。
組織学的分類については組織型の項に詳しい。

### 病期分類
病期分類はステージとも言い表される。原発癌の種類ごとに分類基準が異なるので、ステージを異なる癌の種類の間で比較する場合は注意が必要である。普通は、0或いはI～IVのローマ数字で表され、数が大きいほど進行癌である。ローマ数字に英小文字を付け("IVa", "IVb"等)亜分類される。

#### TNM分類
国際対がん連合(UICC)による病期分類である。分類指標として
- 原発癌の規模(T)
- 近傍リンパ節への浸潤度合い(N)
- 遠隔転移度合い(M)

を用いて、各項目の度合いをT,M,Nに数字あるいは分類不能をあらわす"X"を併記する。（例;T3N0M1）
（TNM分類一覧;英語）

## 腫瘍の治療
どの様な治療法が必要になるかは腫瘍の性質に完全に依存する。症状によっては（急性白血病などでは）呼吸管理や化学療法から始める必要があるが、それ以外はまず通常の健康診断や血液検査で対応する。
大抵の場合は、外科的に手術で腫瘍の全摘出を試みる。手術により、実際にかなりの確率で腫瘍を除去することができる。しかし残りの場合には、しばしば手術が不可能である。その理由は、至る所に転移していたり、腫瘍が基幹組織に浸潤していたりで、患者の生命を脅かすことなしに手術ができない場合である。また二、三の例外もあり、卵巣癌の場合、腫瘍組織を全て摘出できなくとも、外科手術によって病状は好転する。この様な方法を（腫瘍組織の総量を減少させるので）減量手術と呼ぶ。
臓器切除により機能・形態が損なわれ、生活の質（Quality of Life)が著しく低下する腫瘍の場合は、できるだけ臓器の温存が望まれる。頭頚部腫瘍などでは、切除により嚥下・発声・外観などが損なわれるため、早期癌の場合、まず放射線治療での制御が選択され、放射線治療で制御困難な進行例では切除術が選択される場合が多い。
また切除術、放射線治療、化学療法単独では制御困難な進行例では、各治療法を組み合わせた集学的治療が検討される（術前照射（化学療法）、術後照射（化学療法）、化学放射線療法（chemoradiotherapy)）。詳細については各療法の項目を参照のこと。
ある種の腫瘍には免疫療法に感受性があるものも存在する。現時点では、免疫療法単独での腫瘍制御までは至っていないが、症状の緩和や集学的治療の一環として実施され、盛んに研究がなされている。
最近の研究で腫瘍に酸素を当てると破壊されるということがわかっている。放射線治療や化学療法を行う上で出てくる副作用が酸素療法にはないため最先端の治療として期待されている。
抗癌剤の副作用が厳しい場合には漢方薬による治療が1つの手段として挙がる。漢方薬を利用することによって過剰な服薬や医療費の抑制を行うことができる。

## 術後検診
oncologistの仕事量の大きな部分を治療が成功した患者の術後定期検診が占める。癌治療は組み合わせ的な部分が多く、余命と生活の質の改善は早期の再発発見に掛かっている。そして、定期健診の期間や余命は癌の性質に依存する。腫瘍学の専門領域で、"二次癌"と呼ぶ腫瘍があり、それは癌治療の結果により別の腫瘍が発生することである。二次癌の発生率は化学療法のスケジュールや毒性の低さにより改善される。しかし、以前癌に罹患した患者における癌発生率は一般の人々に比べて、大幅に高い率を示す。
日本においては癌統計上、おおむね術後5年をもって治癒とみなしている。ちなみに癌治療成績で使用される5年生存率は、術後5年目の時点において、（再発している、していないにかかわらず）生存している人数の比率をさす。

## 終末期医療
全ての癌患者のおおよそ50%は完治すると診断されるが、多くの癌患者がこの疾病により死亡する（今日では日本の死因の約30%が、癌である）。終末期治療が大いに尊重され、専門分野として独立してきているが、腫瘍学もまたガイダンスを提供したり、その場に際して終末期治療を施している。往々にして、文章では患者の手助けにならないので、むしろ患者は"生きることと近づきつつある死"について体験する方が励ましになることが多い。その場においては、できうる限りの治療の可能性が試される。
日本においては、またホスピスとして終末期治療を専門とする病床も増加しつつある。またかつては延命の妨げになるという理由でモルヒネによる終末期疼痛治療は忌避されることが普通であったが、今日では終末期疼痛治療はホスピスなどにおいて実践され始めている。
日本における代表的なホスピス施設として外部リンクの緩和ケア病棟を有する病院一覧（国立がんセンター）を示す。

### WHO方式癌疼痛治療ガイドライン
1986年、WHOは癌疼痛治療に関するReport "Cancer Pain Rerief"（癌の痛みからの解放）を報告し、癌疼痛治療に関する新しい考え方を提示した。この考え方を基本とする疼痛治療法はWHO方式癌疼痛治療と呼ばれる。
WHO方式癌疼痛治療は鎮痛薬を鎮痛作用と特性を考慮して三つの種類に分類し、その使用について5つのガイドラインを提示している。
鎮痛剤は
1. 非ステロイド性抗炎症薬（NSAIDs）- アスピリン、ボルタレン等
2. 弱オピオイド - コデイン等
3. 強オピオイド - MSコンチン等

に区分され、段階をおって選択される。
また、使用ガイドラインは
- 徐放性を考慮した投薬方法(by Mouth)
- 一定の間隔での投薬(by the Clock)
- 段を上るように強い鎮痛剤を選択する(by the ladder)
- 個々人の疼痛状況に応じて投与量を決定する(for the individual)
- 作用の補助あるいは副作用管理を詳細に実施する(attention to detail)

である。
WHO以前の鎮痛剤の使用方法は、
1. 痛みが発生してから投薬する。
2. 即効性が重要なので、静脈投与が第一選択。
3. オピオイドの使用は最終手段。

というものであった。
それに対してWHO方式では以下のような特色を持って疼痛治療がなされる。
- 痛みが発生する前に投与する。
- 鎮痛剤の血中濃度を必要量だけを継続的に維持するために、静脈投与を避け、経口あるいは座剤により徐放的に且つ計画的に投与する。
- 鎮痛剤の作用減弱に合わせて、痛みが消える用量で鎮痛剤を細かく増量して行く。
- 鎮痛能力に天井をもつ、NSAIDsで不十分になったら即座に鎮痛能力に天井がないオピオイド系鎮痛剤に切り替えてゆく。
- 吐き気、便秘など鎮痛剤の副作用に対しては、鎮痛剤を減らすのではなく、鎮痛補助剤を使用して鎮痛剤の量を維持しながら副作用を改善する。

WHO方式疼痛治療は末期に限定されるものではなく、早期においても疼痛が発生する場合は適用されるべきものである。

## 倫理上の問題
oncologistはしばしば、倫理上の疑問やジレンマに遭遇する。例えば、実際の夫あるいは妻の疾病の予後について患者に話すべきかどうか?人体実験的な治療があることを話すべきかどうか?（安楽死とそうでないとにかかわらず）患者が早期の死を望むことにどのように向き合うのが正しいのか?などである。
また、抗癌剤治療を研究する臨床腫瘍医の主な研究対象は抗癌剤の組み合わせ療法にある。また、「既存の化学療法が効果が期待できず、患者の延命に対して多少のリスクは容認する」という考え方により開発途上の治験薬が利用させる場面も多い。これは新しい治療法を開拓するという面だけではなく、製薬会社の臨床試験という一面も持つ。このため、米国臨床腫瘍学会ASCO(American Society of Clinical Oncology)でも製薬会社の巨大資本の影響・介入が避けられない問題がある。

## 腫瘍学研究と進歩
腫瘍学の最前線で、腫瘍細胞生物学から化学療法の投薬方法あるいは疼痛治療や鎮痛の最適化などの領域に渡って、膨大な量の研究が実践されている。このことにより腫瘍学はエキサイティングで変化し続ける学問領域となっている。

## 代替治療
数多くの治療法が患者に試されている。その中の幾つかは医学界からは疑わしいとされている物もある。例えば、レアトリル®として知られている、アプリコットの種から抽出されるアミグタリンがある。他にもハーブ製剤など種々の生薬が試行されている。ある外科医は投与方法を改良した、IPTと略すインスリン増強療法で、化学療法が多くの実績を挙げたと主張している。
他にも人体の免疫系を賦活し、癌に対する治癒能力を高めることを原理とする種々の試みがある。あいにくなことに、多くの癌は細胞表面の自己認識抗原は、まったく健康なオリジナルな細胞のものとそっくりなので、ほとんどの免疫療法は大抵の癌には効果がない。
ある患者は、ビジュアル化（自己催眠）といったような補助療法という呼称で知られている方法を試すものもいる。このように広く実践されているが明確な効果がないので、それらの多くは、やっても害がないというだけである。患者が医学的な治療を受けているのであれば、精神の安寧をサポートする意味があるかもしれない。
但し、近年は西洋医学と代替医療を合わせた統合医療によって癌の治療を行うことが盛んになってきており、日本でも一部の医療機関によって始められている。
心理社会腫瘍学、精神神経免疫学に基づいて、カウンセリングにより患者の心理面をサポートすることにより、治癒効果を高めたり生活の質(QOL)を高めることを目的とした治療も行われている。創始者のカール・サイモントンにちなんでサイモントン療法と呼ばれる。
免疫療法も、開発・臨床試験が進んで医療機関で用いられ始めており、高度先進医療に指定されているものもある。